# ميخائيل لي (سياسي)
ميخائيل لي (بالإنجليزية: Michael Lee)‏ هو سياسي أسترالي، ولد في 24 مارس 1957 في سيدني في أستراليا. حزبياً، نشط في حزب العمال الأسترالي. وقد انتخب عضو مجلس النواب الأسترالي عن دائرة Division of Dobell ‏ (1 ديسمبر 1984 – 10 نوفمبر 2001).